# Attentat du 27 juin 2010 à Bugojno
 (septembre 2024).
La mise en forme du texte ne suit pas les recommandations de Wikipédia : il faut le « wikifier ».
Les points d'amélioration suivants sont les cas les plus fréquents :
- Les titres sont pré-formatés par le logiciel. Ils ne sont ni en capitales, ni en gras.
- Le texte ne doit pas être écrit en capitales (les noms de famille non plus), ni en gras, ni en italique, ni en « petit »…
- Le gras n'est utilisé que pour surligner le titre de l'article dans l'introduction, une seule fois.
- L'italique est rarement utilisé : mots en langue étrangère, titres d'œuvres, noms de bateaux, etc.
- Les citations ne sont pas en italique mais en corps de texte normal. Elles sont entourées par des guillemets français : « et ».
- Les listes à puces sont à éviter, des paragraphes rédigés étant largement préférés. Les tableaux sont à réserver à la présentation de données structurées (résultats, etc.).
- Les appels de note de bas de page (petits chiffres en exposant, introduits par l'outil «  Source ») sont à placer entre la fin de phrase et le point final[comme ça].
- Les liens internes (vers d'autres articles de Wikipédia) sont à choisir avec parcimonie. Créez des liens vers des articles approfondissant le sujet. Les termes génériques sans rapport avec le sujet sont à éviter, ainsi que les répétitions de liens vers un même terme.
- Les liens externes sont à placer uniquement dans une section « Liens externes », à la fin de l'article. Ces liens sont à choisir avec parcimonie suivant les règles définies. Si un lien sert de source à l'article, son insertion dans le texte est à faire par les notes de bas de page.
- La présentation des références doit suivre les conventions bibliographiques. Il est recommandé d'utiliser les modèles {{Ouvrage}}, {{Chapitre}}, {{Article}}, {{Lien web}} et/ou {{Bibliographie}}. Le mode d'édition visuel peut mettre en forme automatiquement les références.
- Insérer une infobox (cadre d'informations à droite) n'est pas obligatoire pour parachever la mise en page.

Pour une aide détaillée, merci de consulter Aide:Wikification.
Si vous pensez que ces points ont été résolus, vous pouvez retirer ce bandeau et améliorer la mise en forme d'un autre article.
L'attentat du 27 juin 2010 à Bugojno est un acte de terrorisme islamiste commis le 27 juin 2010 contre les autorités policières du canton de Bosnie centrale à Bugojno, en Bosnie-Herzégovine. Un policier a été tué et plusieurs autres ont été blessés. Haris Čaušević, l'assaillant, a été condamné à 35 ans de prison.

## Attentat
Haris Čaušević, l'auteur de l'attentat, appartenait à une cellule terroriste locale dirigée par Rijad Rustempašić. Le groupe suivait l'idéologie islamiste salafiste et Čaušević participait aux réunions de planification. Rustempašić et plusieurs de ses partisans ont été arrêtés lors d'une opération de police en 2009 et accusés de terrorisme, de conspiration en vue de commettre un crime, et de possession et de commerce illégaux d'armes. Le procès s'est ouvert en mars 2010.
En représailles, le 27 juin 2010, peu avant 05h00 du matin, Čaušević a fait exploser un engin explosif improvisé, placé entre le poste de police et les voitures en stationnement, tuant le policier Tarik Ljubuškić, blessant gravement sa collègue Edina Hindić et blessant plusieurs autres officiers de police. Čaušević prévoyait de tuer encore plus de policiers, en programmant son attaque entre les deux équipes. Le poste de police et les bâtiments environnants ont été lourdement endommagés, pour une valeur estimée à environ 250 000 euros. Immédiatement après la détonation, Čaušević a été arrêté sur un parking voisin. Naser Palislamović, qui faisait également partie du groupe de Rustempašić et était considéré comme le cerveau de l'attentat, a été arrêté peu après à Sarajevo. Une troisième personne qui devait tirer avec un AK-47 sur les policiers qui se précipitaient après l'explosion a démissionné la nuit précédant l'attentat.
L'origine ethnique et religieuse des victimes n'a pas été un facteur dans l'attaque, car toutes étaient des Bosniaques ethniques et des musulmans. Lors des réunions avec Rustempašić, le groupe a discuté du djihad, du recrutement, de la mise en œuvre de la charia et de l'attaque des politiciens qui « se sont éloignés de l'islam ». Babic écrit que Čaušević et ses associés appartiennent à un groupe d'une nouvelle génération d'extrémistes islamiques qui n'ont aucune considération pour les lois civiles en Bosnie-Herzégovine et sont prêts à déclencher une guerre entre les musulmans bosniaques eux-mêmes.

## Procès
Le procès contre Čaušević et Palislamovivić a débuté en mars 2010 devant la Cour de Bosnie-Herzégovine. Čaušević a plaidé non coupable tout au long du procès. Le 20 décembre 2013, Čaušević a été condamné à une peine record et maximale de 45 ans de prison pour l'attentat à la bombe et la planification de l'enlèvement d'un officier de police et de ses enfants. Palislamović a été acquitté car il n'a pas été prouvé qu'il avait planifié ou commis l'attentat. La défense de Čaušević a annoncé qu'elle ferait appel du verdict, et le Conseil d'appel de la Cour de Bosnie-Herzégovine a révoqué le verdict pour des raisons de procédure et ordonné un nouveau procès, qui a duré de mars à juillet 2015. Après une nouvelle procédure, Čaušević a été condamné à 35 ans de prison.